# 1341
1341 (MCCCXLI) var ett normalår som började en måndag i den julianska kalendern.

## Händelser

### Okänt datum
- Magnus Eriksson köper södra Halland från Danmark för 8 000 mark silver.
- Danmark anfaller Holstein och Sverige går då i krig mot Danmark. Man ser nämligen Valdemar Atterdags expansionsplaner som ett hot mot det svenska innehavet av Skånelandskapen.
- Ett antal hansestäder går med i kriget på Danmarks sida.
- Heming Nilsson blir svensk ärkebiskop.
- Den heliga Birgitta påbörjar tillsammans med maken Ulf Gudmarsson en vallfärd till Santiago de Compostela.

## Födda
- 5 juni – Edmund av Langley, hertig av York.

## Avlidna
- 12 augusti – Petrus Filipsson, svensk ärkebiskop sedan 1332.
- 3 oktober – Märta Eriksdotter av Danmark, drottning av Sverige 1298–1318, gift med Birger Magnusson.